# Chỉ số thuận lợi kinh doanh
Chỉ số thuận lợi kinh doanh (EBDI - Ease of Doing Business Index) là chỉ số được đề ra bởi Ngân hàng thế giới. Thứ hạng cao chỉ ra rằng các quy tắc cho kinh doanh tốt hơn, đơn giản hơn và bảo vệ quyền sở hữu mạnh hơn. Nghiên cứu thực nghiệm được tài trợ bởi Ngân hàng thế giới chỉ ra rằng ảnh hưởng của việc hoàn thiện những điều chỉnh này đối với tăng trưởng kinh tế là rất mạnh mẽ.
Nghiên cứu thực nghiệm trở nên cần thiết cho việc thiết lập các mức tối ưu của quy tắc kinh doanh – ví dụ khoảng thời gian tiến hành thủ tục pháp lý trong mỗi phiên tòa cần phải ở mức tối ưu & được bảo đảm.
"Việc biên soạn các chỉ dẫn trong các dự án hoạt động kinh doanh chấp nhận kết quả nghiên cứu ở nhiều địa điểm. Từ khi dự án này bắt đầu vào tháng 11 năm 2001, hơn 200 tài liệu chuyên môn có liên quan đã được sử dụng một hoặc nhiều lần trong việc xây dựng chỉ số thuận lợi kinh doanh và có liên quan đến rất nhiều tài liệu nền khung khác"

## Phương pháp luận
Chỉ số này được đưa ra dựa trên những nghiên cứu luật pháp, quy tắc bằng việc phỏng vấn & xác minh bởi 3 500 viên chức nhà nước, các luật sư, cố vấn doanh nghiệp, kế toán viên và các nhà chuyên môn có hoạt động trong lĩnh vực cố vấn quản lý chung thực thi luật pháp.
Chỉ số thuận lợi kinh doanh nói lên đánh giá các quy tắc ảnh hưởng trực tiếp đến kinh doanh, không phản ánh trực tiếp những trạng thái chung như quốc gia ở cạnh một thị trường lớn, đặc trưng cơ sở hạ tầng, lạm phát hoặc tội phạm. Thứ hạng của một quốc gia được đánh giá dựa trên giá trị trung bình của 10 chỉ số sau:
- Khởi sự doanh nghiệp: thủ tục pháp lý, thời gian, vốn và giá trị doanh nghiệp cực tiểu theo quy định.
- Đăng ký giấy phép kinh doanh: thủ tục pháp lý, thời gian và chi phí của việc xác minh & cấp giấy phép kinh doanh (xây dựng công nghiệp)
- Chi phí thuê nhân công & tình trạng khan hiếm lao động: mức độ khó khăn về giá nhân công và chỉ số mềm dẻo về thỏa ước thời gian lao động.
- Đăng ký quyền sở hữu: thủ tục, thời gian và chi phí khi đăng ký các tài sản là bất động sản thương mại như đất đai thực.
- Mức khấu trừ tín dụng: chỉ số hiệu lực của các quy định luật pháp, chỉ số công khai thông tin tín dụng.
- Mức độ bảo vệ quyền lợi nhà đầu tư: phạm vi quyền hạn cũng như trách nhiệm pháp lý của người quản lý doanh nghiệp & các đại cổ đông.
- Gánh nặng thuế phải trả: các khoản thuế phải nộp, thời gian tiêu tốn cho thủ tục hành chính trong thanh toán thuế, tỉ lệ thuế phải trả so với tổng số lợi nhuận ròng.
- Hoạt động thương mại dọc & xuyên biên giới: số lượng các tài liệu, số lượng chữ ký và thời gian cần thiết để thực hiện cho mỗi thương vụ xuất hoặc nhập khẩu.
- Mức thực thi các hợp đồng: thủ tục, thời gian & chi phí để bắt buộc thực thi một thỏa ước vay nợ chưa thanh toán.
- Chấm dứt kinh doanh: thời gian & chi phí khi tuyên bố đóng cửa kinh doanh hoặc phá sản & mức bồi hoàn thuế.[5]

## Nghiên cứu & ảnh hưởng
Có hơn 200 tài liệu chuyên môn có liên quan đã được sử dụng để xây dựng chỉ số EDBI. Tiến trình cải tiến luật lệ kinh doanh tác động rất mạnh mẽ lên tăng trưởng kinh tế.
- Moving from the worst one-fourth of nations to the best one-fourth implies a 2.3 percentage point increase in annual growth.[6]

Những thành phần miêu tả cụ thể trong chỉ số EDBI đã cung cấp những gợi ý thiết thực cho việc cải thiện môi trường kinh doanh. Nhiều chỉ tiêu được thực thi tương đối dễ dàng và không gặp phải bất cứ phản đối nào (có lẽ không kể tới những quan chức đồi bại có thể thu được lợi từ việc đòi hỏi nhận được tiền đút lót để giải quyết những thủ tục phiền hà). Theo đúng nghĩa "thuận lợi kinh doanh", chỉ số này đã tác động lên nhiều quốc gia trong việc cải thiện các luật lệ kinh doanh. Một vài chỉ số thành phần của EDBI được xác định ở một nhóm nhỏ các quốc gia trong bảng xếp hạng, một ví dụ là ở nhóm 25 nước dẫn đầu. Năm 2005, có 213 bước cải thiện bộ phận ở 112 nền kinh tế, nhóm 10 nước cải cách hàng đầu gồm Georgia, Romania, Mexico, Trung Quốc, Peru, Pháp, Croatia, Guatemala, Ghana, và Tanzania. Đối lập cải thiện môi trường kinh doanh gồm các quốc gia Bolivia, Eritrea, Hungary, Timor-Leste, Uzbekistan, Venezuela và Zimbabwe.
Mối tương liên giữa 10 chỉ số miêu tả ở trên khá thấp, điều này chỉ ra rằng hiếm khi có một quốc gia mà hoặc chỉ có những điểm tốt hoặc luôn có những điểm xấu. Theo nhiều nhận xét, thường chỉ có nhiều khả năng cho cải cách không hoàn chỉnh (cải cách bộ phận) ở ngay các quốc gia đạt thứ hạng dẫn đầu mà thôi.
Tương tự EDBI, còn có các báo cáo được công thường niên như chỉ số tự do kinh tế (Indices of Economic Freedom) và báo cáo cạnh tranh toàn cầu (Global Competitiveness Report). Điểm khác biệt là những chỉ số này dựa vào đánh giá nhiều nhân tố ảnh hưởng đến tăng trưởng kinh tế như lạm phát và cơ sở hạ tầng mà EDBI không tính đến. Tuy nhiên những nhân tố này có thể chủ quan và không trọng điểm bởi nó đòi hỏi những khảo sát đều đặn và khó có những đánh giá kịp thời thay đổi so với những điều chỉnh về môi trường kinh doanh.

## Lời phê bình
Phương pháp luận đánh giá hoạt động kinh doanh dựa trên luật lệ & quy định về lao động đã nhận được nhiều chỉ trích bởi những "hỗ trợ" của nó cho hoạt động điều chỉnh quy định về lao động. Một ví dụ cho điều này đó là để đạt được thứ hạng cao, nhiều quốc gia sẽ sẵn sàng "hy sinh" quyền lợi người lao động.

## Bảng xếp hạng
Xem thêm về miêu tả chi tiết bảng xếp hạng tại trang http://www.doingbusiness.org/ExploreEconomies
| Rank | Country                              |
| ---- | ------------------------------------ |
| 1    | Singapore                            |
| 2    | New Zealand                          |
| 3    | Hoa Kỳ                               |
| 4    | Canada                               |
| 5    | Hồng Kông                            |
| 6    | Anh Quốc                             |
| 7    | Đan Mạch                             |
| 8    | Úc                                   |
| 9    | Na Uy                                |
| 10   | Ireland                              |
| 11   | Nhật Bản                             |
| 12   | Iceland                              |
| 13   | Thụy Điển                            |
| 14   | Phần Lan                             |
| 15   | Thụy Sĩ                              |
| 16   | Litva                                |
| 17   | Estonia                              |
| 18   | Thái Lan                             |
| 19   | Puerto Rico                          |
| 20   | Bỉ                                   |
| 21   | Đức                                  |
| 22   | Hà Lan                               |
| 23   | Hàn Quốc                             |
| 24   | Latvia                               |
| 25   | Malaysia                             |
| 26   | Israel                               |
| 27   | Saint Lucia                          |
| 28   | Chile                                |
| 29   | Nam Phi                              |
| 30   | Áo                                   |
| 31   | Fiji                                 |
| 32   | Mauritius                            |
| 33   | Antigua và Barbuda                   |
| 34   | Armenia                              |
| 35   | Pháp                                 |
| 36   | Slovakia                             |
| 37   | Gruzia                               |
| 38   | Ả Rập Xê Út                          |
| 39   | Tây Ban Nha                          |
| 40   | Bồ Đào Nha                           |
| 41   | Samoa                                |
| 42   | Namibia                              |
| 43   | México                               |
| 44   | Saint Vincent và Grenadines          |
| 45   | Mông Cổ                              |
| 46   | Kuwait                               |
| 47   | Đài Loan                             |
| 48   | Botswana                             |
| 49   | România                              |
| 50   | Jamaica                              |
| 51   | Tonga                                |
| 52   | Cộng hòa Séc                         |
| 53   | Maldives                             |
| 54   | Bulgaria                             |
| 55   | Oman                                 |
| 56   | Belize                               |
| 57   | Papua New Guinea                     |
| 58   | Vanuatu                              |
| 59   | Trinidad và Tobago                   |
| 60   | Kiribati                             |
| 61   | Slovenia                             |
| 62   | Palau                                |
| 63   | Kazakhstan                           |
| 64   | Uruguay                              |
| 65   | Perú                                 |
| 66   | Hungary                              |
| 67   | Nicaragua                            |
| 68   | Serbia                               |
| 69   | Quần đảo Solomon                     |
| 70   | Montenegro                           |
| 71   | El Salvador                          |
| 72   | Dominica                             |
| 73   | Grenada                              |
| 74   | Pakistan                             |
| 75   | Ba Lan                               |
| 76   | Eswatini                             |
| 77   | Các Tiểu vương quốc Ả Rập Thống nhất |
| 78   | Jordan                               |
| 79   | Colombia                             |
| 80   | Tunisia                              |
| 81   | Panama                               |
| 82   | Ý                                    |
| 83   | Kenya                                |
| 84   | Seychelles                           |
| 85   | Saint Kitts và Nevis                 |
| 86   | Liban                                |
| 87   | Quần đảo Marshall                    |
| 88   | Bangladesh                           |
| 89   | Sri Lanka                            |
| 90   | Kyrgyzstan                           |
| 91   | Thổ Nhĩ Kỳ                           |
| 92   | Macedonia                            |
| 93   | Trung Quốc                           |
| 94   | Ghana                                |
| 95   | Bosna và Hercegovina                 |
| 96   | Nga                                  |
| 97   | Ethiopia                             |
| 98   | Yemen                                |
| 99   | Azerbaijan                           |
| 100  | Nepal                                |
| 101  | Argentina                            |
| 102  | Zambia                               |
| 103  | Moldova                              |
| 104  | Việt Nam                             |
| 105  | Costa Rica                           |
| 106  | Micronesia                           |
| 107  | Uganda                               |
| 108  | Nigeria                              |
| 109  | Hy Lạp                               |
| 110  | Malawi                               |
| 111  | Honduras                             |
| 112  | Paraguay                             |
| 113  | Gambia                               |
| 114  | Lesotho                              |
| 115  | Maroc                                |
| 116  | Algérie                              |
| 117  | Cộng hòa Dominica                    |
| 118  | Guatemala                            |
| 119  | Iran                                 |
| 120  | Albania                              |
| 121  | Brasil                               |
| 122  | Suriname                             |
| 123  | Ecuador                              |
| 124  | Croatia                              |
| 125  | Cabo Verde                           |
| 126  | Philippines                          |
| 127  | West Bank and Gaza                   |
| 128  | Ukraina                              |
| 129  | Belarus                              |
| 130  | Syria                                |
| 131  | Bolivia                              |
| 132  | Gabon                                |
| 133  | Tajikistan                           |
| 134  | Ấn Độ                                |
| 135  | Indonesia                            |
| 136  | Guyana                               |
| 137  | Bénin                                |
| 138  | Bhutan                               |
| 139  | Haiti                                |
| 140  | Mozambique                           |
| 141  | Bờ Biển Ngà                          |
| 142  | Tanzania                             |
| 143  | Campuchia                            |
| 144  | Comoros                              |
| 145  | Iraq                                 |
| 146  | Sénégal                              |
| 147  | Uzbekistan                           |
| 148  | Mauritanie                           |
| 149  | Madagascar                           |
| 150  | Guinea Xích Đạo                      |
| 151  | Togo                                 |
| 152  | Cameroon                             |
| 153  | Zimbabwe                             |
| 154  | Sudan                                |
| 155  | Mali                                 |
| 156  | Angola                               |
| 157  | Guinée                               |
| 159  | Lào                                  |
| 160  | Niger                                |
| 161  | Djibouti                             |
| 162  | Afghanistan                          |
| 163  | Burkina Faso                         |
| 164  | Venezuela                            |
| 165  | Ai Cập                               |
| 166  | Burundi                              |
| 167  | Cộng hòa Trung Phi                   |
| 168  | Sierra Leone                         |
| 169  | São Tomé và Príncipe                 |
| 170  | Eritrea                              |
| 171  | Cộng hòa Congo                       |
| 172  | Tchad                                |
| 173  | Guiné-Bissau                         |
| 174  | Đông Timor                           |
| 175  | Cộng hòa Dân chủ Congo               |